# Арсеније Трудољубиви
Преподобни Арсеније Трудољубиви је хришћански светитељ. Био је монах Кијевско-печерске лавре. Никад се није одмарао већ је непрекидно нешто радио. Храну је узимао само једном дневно, по заласку сунца. Подвизавао се и преминуо у XIV веку.
Српска православна црква слави га 8. маја по црквеном, а 21. маја по грегоријанском календару.